# 骑劫 (燕将)
骑劫（？—前279年），战国末年燕国的將領。

## 生平
燕昭王派乐毅重創齊國。燕昭王的兒子燕惠王因原來与乐毅有隙，即位之後中了齊國將領田单的反间计而懷疑乐毅，使骑劫取代乐毅，統率燕國軍隊攻打齊國即墨。骑劫庸碌無能，他改变乐毅的作战方针，滥杀降卒，發掘齊國人祖先墳墓焚尸，割掉齊國俘虜的鼻子，激起了齊國人的仇恨，齐人望见，皆欲出战。又中田單的詐降計，日益懈怠。田单用“火牛阵”展開袭击，燕軍沒有防備，於是潰敗，他在即墨城下被乱兵所杀。齊國人乘勢恢復了整個齊國。